# Liste der denkmalgeschützten Objekte in St. Georgen am Walde
Die Liste der denkmalgeschützten Objekte in St. Georgen am Walde enthält die 2 denkmalgeschützten, unbeweglichen Objekte in St. Georgen am Walde.

## Denkmäler
| Foto |                 | Denkmal                                                    | Standort                                             | Beschreibung | Metadaten |
| ---- | --------------- | ---------------------------------------------------------- | ---------------------------------------------------- | --- | --- |
| ja   | Datei hochladen | Wimmer-Kapelle HERIS-ID: 65507 Objekt-ID: 78350            | neben Schanzberg 1 Standort KG: St. Georgen am Walde | Die Kapelle wurde vom damaligen Bäckermeister und Bürgermeister 1874 in Ober St. Georgen 15 erbaut. Bei der Restaurierung 2004 wurde ein sehr schönes Gewölbe freigelegt. | BDA-Hist.: Q38110614 Status: § 2a Stand der BDA-Liste: 2025-06-30 Name: Wimmer-Kapelle GstNr.: 554/2                                                     |
| ja   | Datei hochladen | Kath. Pfarrkirche Hl. Georg HERIS-ID: 5889 Objekt-ID: 1763 | bei Markt 1 Standort KG: St. Georgen am Walde        | St. Georgen wurde in der Stiftungsurkunde von Kloster Waldhausen 1147 erstmals urkundlich erwähnt. Die im gotischen Stil erbaute Kirche wurde in drei Zeitabschnitten erbaut, wobei das Presbyterium aus dem 11. Jahrhundert stammt und das Mittel- und linke Seitenschiff im 13. oder 14. Jahrhundert errichtet wurden. Das Gebäude ist gewölbt, jedoch nicht mit Rippen und Pfeilern überladen. | BDA-Hist.: Q37861066 Status: § 2a Stand der BDA-Liste: 2025-06-30 Name: Kath. Pfarrkirche Hl. Georg GstNr.: .4/1 Parish church in Sankt Georgen am Walde |